# 메리 캐리

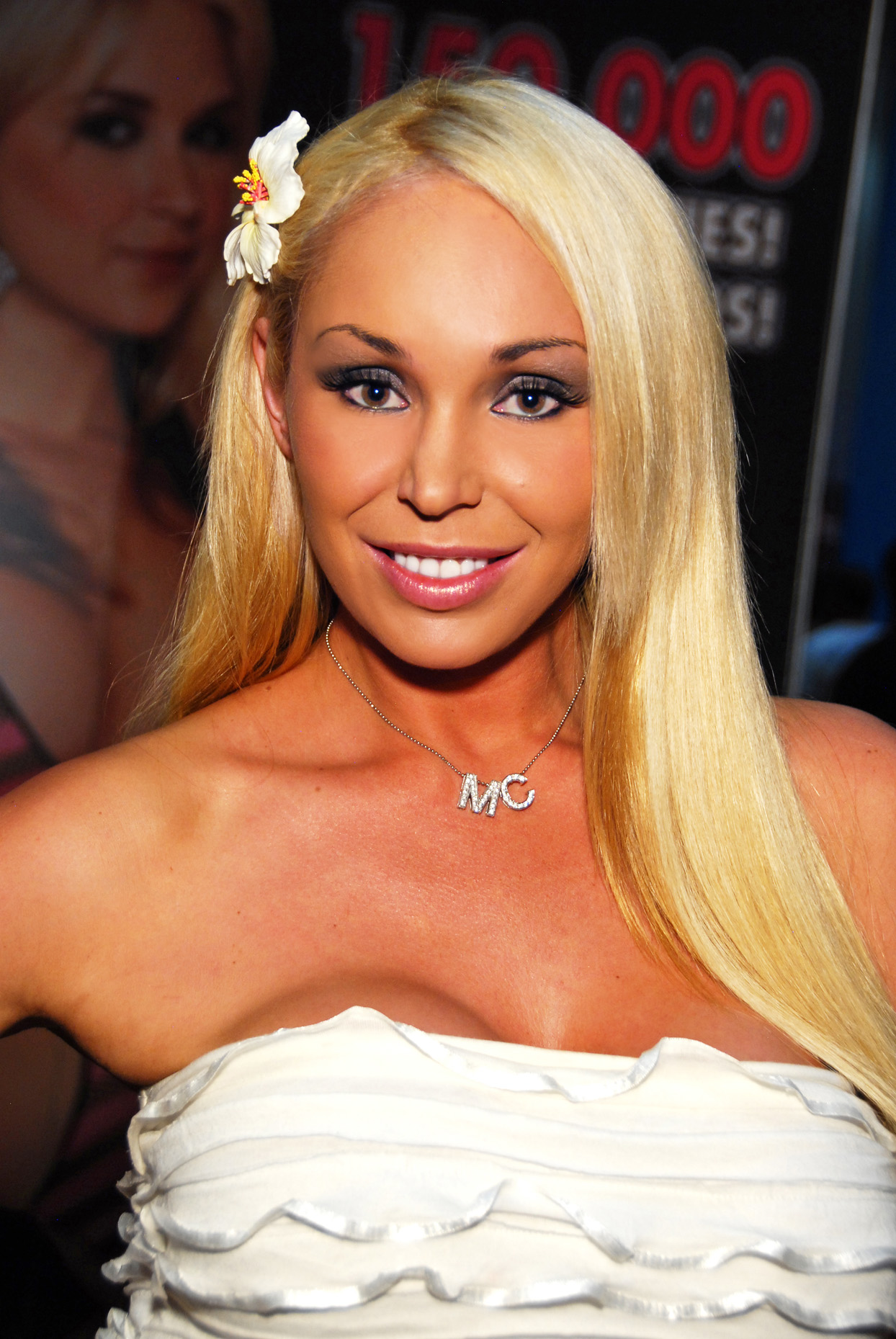
메리 캐리

메리 캐리(Mary Carey, 1980년 6월 15일 ~ )는 미국의 여자 포르노 배우이다. 클리블랜드 출신.